# 龙德斯哈根
龙德斯哈根是德国石勒苏益格－荷尔斯泰因州的一个市镇。总面积9.51平方公里，总人口857人，其中男性432人，女性425人（2011年12月31日），人口密度90人/平方公里。